# إريك هاسلي
إريك هاسلي (3 مايو 1981 بسرغومين في فرنسا - ) (بالفرنسية: Éric Hassli)‏ هو لاعب كرة قدم فرنسي في مركز الهجوم. شارك مع منتخب فرنسا تحت 21 سنة لكرة القدم. أما مع النوادي، فقد لعب مع فانكوفر وايتكابس ونادي تورونتو ونادي دالاس ونادي زيورخ ونادي سانت غالن ونادي ساوثهامبتون ونادي سيرفيت ونادي فالينسيان ونادي ميتز وسان أنتونيو سكوربيونز وجمعية سارغومين ‏ ونوشاتل زاماكس ‏.

## وصلات خارجية
- إريك هاسلي على موقع الدوري الأمريكي (الإنجليزية)
- إريك هاسلي على موقع قاعدة بيانات كرة القدم.إي يو (الإنجليزية)
- إريك هاسلي على موقع ليكيب (الفرنسية)
- إريك هاسلي على موقع Soccerway.com (الإنجليزية)
- إريك هاسلي على موقع عالم كرة القدم.نت (الإنجليزية)